# Caso Diana Quer

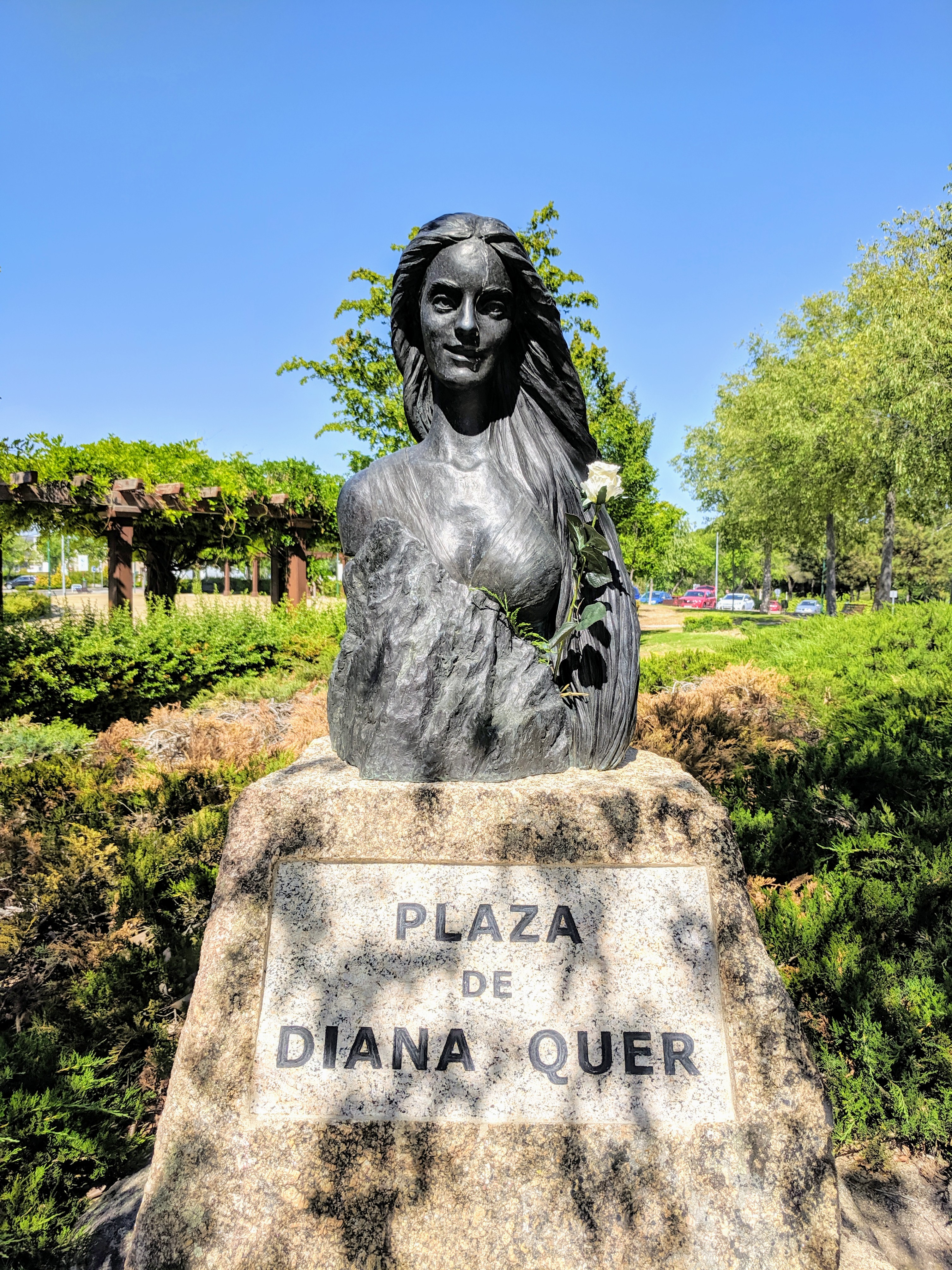
Monumento dedicato a Diana Quer a Pozuelo de Alarcón

Con il nome caso Diana Quer si fa riferimento alla scomparsa e alla morte della giovane Diana Quer, la mattina tra il 21 e il 22 agosto 2016 nella provincia di La Coruña a Popola del Caramiñal (Spagna).La posizione della giovane diciottenne rimase sconosciuta per 497 giorni, fino al ritrovamento del suo cadavere il 31 dicembre 2017.
Il caso è stato oggetto di una forte copertura mediatica, specialmente durante i giorni posteriori alla scomparsa e i sedici mesi dopo il ritrovamento del cadavere, in seguito alla detenzione del principale sospettato dell'assassinio, il quale confessò i fatti e il luogo dove nascose il corpo.
L'indagine si concluse con il rinvio a giudizio di José Enrique Abuín Gey e durante il suo processo la giuria popolare lo dichiarò colpevole di omicidio ma innocente in relazione allo stupro. Infine, la sentenza, nelle mani del tribunale n° 1 di Ribeira (Provincia della Coruña), lo condannò a Prisón Permanente Revisable (pena perpetua soggetta a revisione) il 17 dicembre 2019.

## Contesto
Diana María Quer López-Pinel (Madrid, 12 aprile 1998 - Provincia della Coruña - 22 agosto 2016), di 18 anni e 4 mesi all'occorrere dei fatti, era una giovane madrilena residente a Pozuelo de Alarcón (Comunità di Madrid) che si trovava in vacanza con sua madre e sua sorella ad A Pobra do Caramiñal (Galizia). La notte dell'accaduto si trovava alla festa locale di O Carme dos Pincheiros, e si sono perse le sue tracce verso le ore 02:43dopo vari scambi di messaggi su WhatsApp con sua madre e i suoi amici.

## Indagine
La Guardia Civil assunse le redini del caso e dopo due mesi di ricerca non riuscirono a trovare nessun indizio nella località e in tutti i comuni vicini. L'unico indizio venne fornito dal tracciamento del segnale telefonico del cellulare di Quer nella notte dei fatti. Il segnale del telefono si perse nelle vicinanze di Taragoña (Rianxo) proprio quella notte. Un pescatore trovò un iPhone 6 nel mare il 28 ottobre 2016 accanto al porto di Taragoña, il quale risultò essere proprio quello di Diana. Dinnanzi alla stagnazione del caso, nell'aprile del 2017 il tribunale n.º 1 di Riveira ne decretò la sua archiviazione provvisoria.
La Guardia Civile interrogò duecento sospettati, nella zona di Arosa, principalmente in base a precedenti di violenza sessuale o narcotraffico. L'elenco venne ristretto fino a ottanta sospettati, ma nessuno di questi era stato detenuto.
Il caso venne riaperto grazie alla denuncia (il 25 dicembre 2017)  di una ragazza nella località coruñesa di Boiro. Una ragazza di 18 anni denunciò che un uomo aveva cercato di aggredirla sessualmente e sequestrarla, forzandola a infilarsi nel bagagliaio della sua macchina, minacciandola con un coltello. Le grida e la resistenza della giovane, attirarono l'attenzione di vari vicini, che accorsero al luogo, provocando la fuga dell'aggressore con il suo veicolo.
La descrizione che la ragazza diede dell'aggressore corrispondeva a quella di un uomo chiamato José Enrique Abuín Gey, soprannominato el Chicle,  di 41 anni, e uno dei sospettati interrogati inizialmente dalla Guardia Civile. Abuín aveva antecedenti penali per narcotraffico, essendo stato in carcere nel 2007. Inoltre vi era contro di lui una denuncia per aggressione sessuale presentata dalla sorella gemella di sua moglie, che venne posteriormente ritirata.
A questo punto, venne interrogata la moglie di Abuín, Rosario Rodríguez, precedentemente interrogata nelle fasi iniziali del caso Quer, ma che in quel momento negò che Abuín fosse uscito di casa nella notte del 22 agosto 2016, e che dunque era rimasto con lei. I sospetti degli inquirenti per quanto riguarda la possibile implicazione di Abuín nel caso Quer fecero in modo che Rosario Rodríguez ritrattasse quella dichiarazione nel nuovo interrogatorio, lasciando Abuín Gey senza alibi.
Abuín venne detenuto nella caserma di Lonzas il 29 dicembre e spostato ai Tribunali di Ribeira. Nel nuovo interrogatorio, il 30 dicembre,  ritrovandosi senza alibi, Abuín Gey ammise di essere il responsabile della sparizione e della morte di Diana Quer dopo averla investita accidentalmente. Il 1º gennaio, il Tribunale di Istruzione numero 3 di Ribeira decretò la sua carcerazione preventiva (senza comunicazioni con l'esterno e senza cauzione) nel carcere di Teixeiro (A Coruña).
In una seconda versione, affermò che la uccise dopo averla forzata a salire in macchina quella notte di agosto. Confessò che la legò per farla salire nel veicolo, ma una volta dentro la giovane faceva resistenza e alla fine la strangolò. La sua confessione includeva anche il luogo dove nascose il corpo: un pozzo in un capannone abbandonato della parrocchia di Asados, Rianjo, a 20 chilometri da dove si persero le tracce di Diana Quer, all'alba del 22 agosto 2016.
Il corpo aveva spalle e fianchi legati a dei mattoni, immerso nell'acqua della cisterna del magazzino e ricoperto da una lastra di metallo. La scoperta avvenne verso le sei del mattino del 31 dicembre durante l'ispezione del capannone nella quale si trovò Abuín. Il capannone abbandonato si trovava a 200 metri dalla casa di quest'ultimo.Dopo essere stato spostato dal carcere di Teixeiro, il consiglio di trattamento della prigione chiese il suo trasferimento alla prigione di A Lama per ragioni di sicurezza interna, trovandosi dinnanzi alle minacce di altri prigionieri processati per narcotraffico, con i quali Abuín aveva avuto dei precedenti.  Il trasferimento venne effettuato il 10 gennaio, ma poco tempo dopo venne richiesto un secondo trasferimento per gli stessi motivi di sicurezza, questa volta in un centro penitenziario fuori Galizia.
Il 1º aprile 2019 iniziò l'udienza preliminare per fissare la data del processo del caso per l'omicidio di Diana Quer. Tempo prima, tra il 10 e il 12 di aprile, l'imputato, José Enrique Abuín Gey venne processato per tentato rapimento a Boiro, l'evento che permise la riapertura del caso Diana Quer.Infine, la sentenza, nelle mani del tribunale numero 1 di Riveira (La Coruña), lo condannò a Prisón Permanente Revisable (pena perpetua soggetta a revisione) il 17 dicembre 2019.

## Impatto mediatico
Così come successe per casi precedenti, come il delitto di Alcàsser, il trattamento mediatico del caso ha ricevuto severe critiche da parte di coloro che accusavano i media di essere più interessati alla scoperta dell'accaduto piuttosto che alla divulgazione delle informazioni. Tali critiche accusarono la stampa di parlare eccessivamente di aspetti irrilevanti con la morte di Quer, come la relazione dei suoi genitori, il comportamento di sua sorella o il suo atteggiamento con i ragazzi. Da un punto di vista femminista, è stata oggetto di critiche anche la tendenza maschilista da parte dei media, che hanno cercato di vincolare la morte di Diana Quer facendo leva sul suo abbigliamento, il divorzio dei suoi genitori o sul suo comportamento con i ragazzi.